# Toxorhina (Ceratocheilus) melanomera
Toxorhina (Ceratocheilus) melanomera is een tweevleugelige uit de familie steltmuggen (Limoniidae). De soort komt voor in het Australaziatisch gebied.